# Флора Сандес
Флора Сандес (англ. Flora Sandes; 22 січня 1876, Нетер-Попплтон, Північний Йоркшир — 24 листопада 1956, Саффолк) — британська медична сестра, капітан сербської армії (єдина жінка-британка, яка служила в сербській армії), учасниця Першої світової війни. Кавалер Ордена Зірки Карагеоргія.
До війни працювала у Швидкій допомозі Святого Іоанна, після мобілізації добровільно вступила до сербського війська і швидко дослужилася до звання старшого сержанта. Звання капітанки отримала вже після війни. 

## Життєпис

### Ранні роки
Народилася 22 січня 1876 року в містечку Нетер-Попплтон, Північний Йоркшир, молодшою дочкою в ірландсько-шотландській родині. Батько — Семюель Діксон Сандес (англ.  Samuel Dickson Sandes, 1822—1914), колишній ректор (священик Англіканської церкви) в графстві Корк. Мати — Софія Джулія Сандес, до шлюбу Беснард (англ.  Sophia Julia Sands, née Besnard). Сім'я переїхала до графства Саффолк у містечко Марльсфорд, коли Флорі було 9 років, а потім перебралася до Торнтон-Хіт у Кройдона, графство Суррей. Флора виховувалася гувернанткою, з дитинства захоплювалася верховою їздою і стрільбою, говорила, що хотіла б народитися хлопчиком. Також навчалася водінню, керуючи старим французьким гоночним автомобілем. 
Влаштувалася працювати секретаркою. Відмінно знала французьку та німецьку. У вільний час Сандес проходила навчання в Сестринському йоменському корпусі першої медичної допомоги, заснованому в 1907 році. Це була жіноча воєнізована організація, в якій вивчали медичну справу, догляд за кіньми, зв'язок і займалися активною фізичною підготовкою — догляд за кіньми був не випадковим, тому що санітарки корпусу вивозили поранених саме на конях. У 1910 році Флора Сандес перейшла до Жіночого конвою з надання допомоги слабким і пораненим (англ.  Women's Sick & Wounded Convoy), заснованому Мейбел Сент-Клер Стобарт, яка звільнилася з Йоменського корпусу. Конвой ніс службу в Сербії та Болгарії під час Першої Балканської війни. У 1914 році, коли почалася Перша світова війна, Флора Сандес хотіла записатися в медсестри, але їй відмовили через недостатню кваліфікацію.

### Військова кар'єра
Сандес попри на невдачу вступила до Швидкої допомоги Святого Іоанна (відділення в Англії та Уельсі) під керівництвом Мейбел Груїтч. 12 серпня 1914 року група з 36 лікарок вирушила до Сербії з метою надання допомоги всім нужденним. Всі вони прибули до міста Крагуєваць, де знаходилися основні сербські сили, що стримували австро-угорський наступ. Флора Сандес вступила до сербської Служби Червоного Хреста і почала працювати сестрою милосердя при 2-му піхотному полку сербської армії. Коли почався відступ сербських військ через Албанію до моря, Сандес залишила розташування своєї частини і для власної безпеки записалася за підробленим іменем до сербського полку. Це не було дивним з двох причин: по-перше, в Албанії здавна склалася традиція клятвенних дів, які переймали всі чоловічі обов'язки; по-друге, в Сербії жінки масово йшли доброволицями до армії, бажаючи допомогти армії чим тільки можливо, і відчували не меншу за чоловіків ненависть до австро-угорських загарбників. Однак Сандес стала єдиною представницею Великої Британії серед них.
Сандес поступово звикала до суворих умов військового життя: марш-кидки, нічліги в окопах при холодній погоді і постійні сутички з австрійцями і болгарами загартували її. Серби стали вважати її своєрідним талісманом, тому добре до неї ставилися. Неспішність Санденс сприймалася багатьма як відсутність страху і особиста відвага, а під час артилерійських обстрілів і рушничних залпів противника вона не отримувала жодної подряпини. Санденс досить швидко дослужилася до звання капрала. В 1916 році під час Монастирської битви була серйозно поранена гранатою після рукопашної сутички. Дивом врятована сербами з поля бою, уникла полону, де болгари вбили решту поранених. Сандес отримала важке поранення правої руки, спину і правий бік пошкодили осколки гранат (всього 24 поранення). Лікарі витягти осколки і полегшити страждання, однак командир попередив, що більше на передову вона не вирушить і після одужання зможе буде служити лише в штабі. У Британському військово-польовому госпіталі в Салоніках, де проходила лікування, Сандес дізналася про інших жінок, які служили в сербській армії, в тому числі і про Мілунку Савіч з 2-го піхотного полку, яка теж була в госпіталі після поранення. За свою відвагу Флора Сандес нагороджена Орденом Зірки Карагеоргія — вищої сербської військової нагороди — і отримала звання старшого сержанта (сержант-майора).
У 1916 році Сандес опублікувала автобіографію «Англійка-сержантка у Сербській Армії», створену на основі листів і щоденників. Кошти від продажу книги йшли на допомогу сербській армії. Також їй почали надходити посилки з Великої Британії, але коштів і припасів все одно було недостатньо. За підтримки Евеліни Гаверфілд Сандес створила Фонд надання допомоги сербським солдатам і військовополоненим, названий на честь засновниць. Всі кошти фонду йшли на допомогу постраждалим від війни. Через важке поранення Сандес залишилася в лікарні до кінця військових дій, де взяла на себе обов'язки головної лікарки і продовжила допомагати солдатам. Після війни, в квітні 1919 року вона була переведена в офіцери і в жовтні 1922 року після отримання військового звання капітана демобілізована остаточно.

### Після війни
У травні 1927 року Флора Сандес пошлюбила Юрія Юденича (англ. Yuri Yudenitch), російського воєначальника, генерала Білої армії. Деякий час вони жили у Франції, але потім переїхали до Королівства Югославія і оселилися в Белграді. Сандес стала водійкою таксі (першим водієм белградського таксі), а в 1927 році видала ще одну автобіографію. Вона читала лекції з військової справи і медицини у Великій Британії, Австралії, Новій Зеландії, Франції, Канаді та США, носячи військову форму постійно.
У 1941 році Сандес з чоловіком вирушили добровольцями на фронт чергової війни, вже проти Німеччини. Війна скінчилася швидким розгромом югославських військ і окупацією країни, вони були схоплені німцями в полон. З великими труднощами обом вдалося вибратися: Сандес, переодягнувшись у жіночу сукню, вибралася обманом з в'язниці. Юденич був звільнений і відправлений до лікарні через слабке здоров'я, у вересні 1941 року помер. Флора Сандес перебралася до Англії, де і прожила останні роки.
24 листопада 1956 року Флора Сандес померла.

## У культурі
- В 1997 році Радіо-телебачення Сербії показало документальний фільм Слободана Радовича «Наша англійка»[19][20][21].
- У Торнтон-Хіт (боро Кройдон, Лондон) один із пабів носить ім'я Флори Сандес[22].
- Фолк-співак Рег Меуросс написав пісню «The Ballad of Flora Sandes», яка є переказом історії життя Флори Сандес. Пісня увійшла до альбому England Green and England Grey[23].

### Автобіографії
- Sandes, Flora (1916). An English Woman-Sergeant in the Serbian Army. Hodder & Stoughton.
- Sandes, Flora (1927). The Autobiography of a Woman Soldier: A Brief Record of Adventure with the Serbian Army 1916–1919. H.F. & G. Witherby.

### Інші праці
- Anon. (1 грудня 1956). Obituary: Miss Flora Sandes: Combatant in Serbian Army. The Times. London. с. 8.
- Burgess, Alan (1963). The Lovely Sergeant. Heinemann. (This work is based on Sandes' two autobiographies and other historical sources, but also includes imaginative dialogue and passages.)
- Miller, Louise (2012). A Fine Brother: The Life of Captain Flora Sandes. Alma Books. ISBN 9781846881848.
- Wheelwright, Julie (1989). Amazons and Military Maids: women who dressed as men in the pursuit of life, liberty and happiness. Pandora. ISBN 0-04-440356-9.[недоступне посилання з травня 2019]
- Wheelwright (2004). Yudenitch [Yudenich], Flora Sandes (1876–1956). Oxford University Press.
- Журнал «Іскра», № 5 (1 лютого 1917). «Жінка-герой» (рос.)